# Legenda: Poselství trůnu 2
Legenda: Poselství trůnu 2 je česká počítačová hra z roku 2003. Vytvořilo ji studio Fenix Team. Žánrově se jedná o realtimovou strategii s prvky RPG. Hra je pokračováním freewarové tahové strategie Poselství trůnu. Hra nebyla přijata kritikou příliš dobře. Ve hře se vyskytují 4 rasy, za které si hráč zahraje v 6 kampaních, které však musí hrát v přesně daném pořadí.

## Příběh
Hra je inspirována díly J.R.R. Tolkiena a Andrzeje Sapkowského. Děj se odehrává ve světě kde spolu o nadvládu válčí 4 rasy, lidé, barbaři, elfové a trpaslíci. Příběh začíná vzpourou barbarských otroků proti lidem.

### Postavy
- Korgan – je barbarem a mezi barbary uznávaným lovcem, který upad do otroctví, které pro něj bylo nesmírným utrpením. Nakonec se postavil do čela povstání proti lidem. Chce se pomstít za všechna příkoří.
- Axardena – bojová druidka, kterou zavrhl její lid. Od té doby se snaží získat krystal Weneris.
- Tyboran – je rytíř a pravděpodobně nejlepší voják ve světě legendy. Je vynikající vojevůdce a statečný bojovník. Vždy bojuje v první linii, čímž si vysloužil úctu svých vojáků.
- Andrej – je synem krále z dalekého království, které bylo zničeno válkou. Stal se vyhnancem a vydal se do vzdálené země aby našel život v míru. Dorazí však do země zmítané válkou.
- Moren – král říše lidí. Jeho království získalo blahobyt hlavně z práce otroků.
- Oran – je Andrejovým rádcem a učitelem. Učí jej být dobrým vladařem. Má dva syny, které učí být rytíři.
- Rodrigess – starší Oranův syn. Chce být jednou rytířem po Andrejově boku.
- Lotud – mladší Oranův syn. Snaží se vyrovnat svému bratrovi.
- Kristiana – baronessa a správkyně města Rantgar. Titul zdědila po otci.
- Janitta – dcera krále Morena a později žena Andreje.
- DanGrud – vůdce trpasličí skupiny Ogarů. Je vyučený kovář, ale v současnosti žije jako pašerák.
- Hiren – jeden z DanGrudových společníků.
- Ushir – trpasličí rytíř a obchodník.
- Zirin – představitel klanu čmoudů, který se chce stát císařem trpaslíků.
- Prachař – říká se o něm, že vynalezl střelný prach. Býval císařským rádcem, ale kvůli intrikám je nyní stíhán.
- Mirina – dcera krále Andreje a jeho ženy Janitty. Byla vychovávána v klášteře. Má dar vidět budoucnost.
- Elsan – mladý Elf a žák Filinera. Rád by poznal okolní svět.
- Filiner – elfský mág a uznávaný člen rady starších. Je názoru, že by e elfově neměli vměšovat do válek ostatních. Je Elsanovým učitelem.

### Rasy
- Lidé – jedná se o nejmladší rasu. Mají krátký život, ale rozmnožují se rychleji než ostatní. Jejich rasa je nejuniverzálnější ve hře.
- Barbaři – nejkrvelačnější rasa. Jejich krutost je však dána chováním lidí vůči nim. Nad ostatními rasami vynikají silou a mají nejsilnější vojáky.
- Trpaslíci – žijí hlavně v podzemí, kde těží drahé kovy. Umějí stavět silné válečné stroje. Jsou však také statnými bojovníky.
- Elfové – čerpají sílu z přírody. Jsou dlouhověcí a moudří. Mají své tradice, které ctí. Snaží se nevměšovat do konfliktů ostatních.